# Af Geijerstam
af Geijerstam ([ɑːv ˈjɛ̂jːɛˌʂʈam]]
 ( lyssna)) är en svensk adelsätt. En gren av den värmländska, ursprungligen österrikiska, släkten Geijer. 
Äldsta säkerställda stamfader för ätten är Christoffer Geijer d.ä. († 1657) som var gruvfogde och bergmästare. En ättling till denne var bergsrådet och bruksägaren Emanuel af Geijerstam (1730–1788) som adlades på namnet af Geijerstam 1773 och introducerades året därpå med nummer 2010.

## Personer med efternamnet af Geijerstam
- Agneta af Geijerstam (1842–1933), porslinsmålare
- Bengt af Geijerstam (1902–1962), ingenjör och flygdirektör
- Bengt Olof af Geijerstam (född 1944), fotograf
- Brita af Geijerstam, född Gemmel (1902–2003), författare, översättare och danspedagog
- Carl Fredrik af Geijerstam (1832–1886), godsägare och politiker
- Carl-Erik af Geijerstam (1914–2007), författare och översättare
- Christina af Geijerstam, (född von Hofsten; 1779–1856), pianist
- Claes af Geijerstam (född 1946), musiker, kompositör och radioman
- Emanuel af Geijerstam (1730–1788), företagsledare och politiker
- Emanuel af Geijerstam (läkare) (1867–1928), läkare
- Eva af Geijerstam (född 1945), journalist och författare, filmkritiker
- Gunnel Linde, född af Geijerstam (1924–2014), författare, radio- och TV-producent
- Gustaf af Geijerstam (1858–1909), författare, dramatiker och samhällsdebattör
- Gösta af Geijerstam (1888–1954), svensk-norsk författare och konstnär
- Jan af Geijerstam (född 1951), journalist, industriminnesforskare, filosofie doktor[1]
- Karl af Geijerstam (1860–1899), ingenjör och författare
- Louise af Geijerstam (1870–1956), konstnär
- Olof af Geijerstam (1800–1863), landshövding
- Peder af Geijerstam (född 1983), långdistanscyklist[2]
- Ragnar af Geijerstam (1901–1946), författare, manusförfattare och översättare
- Sven af Geijerstam (1913–1990), ämbetsman och politiker